# ماهی‌خورک نواردارچینی

ماهی خوراک نوار دارچینی

ماهی‌خورک نواردارچینی (نام علمی: Todiramphus australasia) نام یک گونه از سرده تودی‌منقارها است.